# Paris France
Paris France (titre original Paris France) est un livre de mémoires par l'écrivaine américaine Gertrude Stein, publié en 1940 le jour où Paris est tombé aux mains des Allemands lors de la Seconde Guerre mondiale. 

## Résumé
Écrit dans le style proche du courant de conscience, le roman entremêle souvenirs de jeunesse de l'autrice et observations sur son pays d’adoption.
Gertrude Stein livre ses observations et ses réflexions sur les Français, leurs habitudes et leur style de vie.
La dernière partie raconte l'exode et l'Occupation qu'elle passe dans un village du Bugey.

## Éditions françaises deParis France
- Gertrude Stein (trad. May d'Aiguy), Paris France, Edmond Charlot, 1941.
- Gertrude Stein, Paris France, Les éditions de Paris, 2017, 128 p. (ISBN 978-2-84621-247-2).
- Gertrude Stein (trad. May d'Aiguy, préf. Chloé Thomas), Paris France, Payot/Rivages, coll. « Petite Bibliothèque », 2018, 224 p. (ISBN 978-2-7436-4472-7).